# Escut de les Valls d'Aguilar
L'escut oficial de les Valls d'Aguilar té el següent blasonament:
Escut caironat: d'argent, una vall de sinople sobremuntada d'una àguila de sable. Per timbre una corona mural de poble.

## Història
Aprovat el 6 d'abril de 1999.
Les armes són parlants: tant la vall com l'àguila fan referència al nom del municipi, creat el 1972 amb la unió de Noves de Segre (la capital), Taús, la Guàrdia d'Ares i Castellàs.

## Escuts municipals anteriors
El municipi de les Valls d'Aguilar es formà el 1972, a partir de la unió de quatreantics municipis. Els escuts municipals anteriors a l'actualment vigent foren, per tant, els d'aquests quatre municipis desapareguts: Castellàs, la Guàrdia d'Ares, Noves de Segre i Taús.